# トランプゴールドカード
トランプゴールドカード（Trump Gold Card）は、アメリカ合衆国のドナルド・トランプ大統領によって提案された高額投資家向けの移住許可証である。
この制度は最低500万米ドルを米国内の特定プロジェクトに投資することを条件に、申請者に米国の永住権の取得と市民権の申請を可能とするものである。
既存の投資家が永住権を取得するための方法であるEB-5ビザとの主な違いは、ゴールドカード所有者は米国外で得た収入に対して連邦所得税が課されない点にある。ただし、将来的にゴールドカード所有者がアメリカ市民となった場合に、米国外所得に対して課税対象になるのかは不明である。
この種の移民法および税法の変更を、アメリカ議会の明示的な承認なしに大統領権限のみで行うことには憲法上の疑問が生じる。
2025年6月12日に、ドナルド・トランプ大統領は、自身のTruth Socialアカウントにて「1万5000人以上が登録し、待機リストに加わった」と投稿した。
6月16日までにハワード・ラトニック商務長官は、約7万人が待機リストに登録されたと発表した。